# 瀬尾尚弘
瀬尾 尚弘（せお たかひろ、1971年3月20日 - ）は、日本の元キックボクサー。神奈川県出身。身長167cm、体重75kg。JK国際ジム所属。元キック・ユニオンウェルター級王者。